# Littératures européennes Cognac
Le LEC Festival (Littératures Européennes Cognac) est une manifestation culturelle qui œuvre à la promotion des littératures européennes. Chaque année, le festival se concentre sur la création littéraire d'un pays ou d'une région d'Europe. En 2020, le festival est annulé en raison de la pandémie de Covid-19.

## Présentation
Créé en 1988 à l'occasion du centenaire de la naissance de Jean Monnet, le Salon de la Littérature européenne de Cognac – devenu Littératures Européennes Cognac puis LEC Festival – œuvre à la promotion des littératures européennes et se veut un lieu de rencontre et de dialogue entre les écrivains et le public.
La manifestation littéraire se déroule chaque année le troisième week-end de novembre, du jeudi au dimanche. Si ce rendez-vous annuel est le cœur de cet événement, des rendez-vous et des actions sur le territoire en faveur du livre et de la lecture, et auprès de toutes les générations, rythment l'année.
Durant les quatre jours de festivités littéraires à Cognac, de nombreuses activités sont proposées aux publics : rencontre avec des auteurs, débats, instants lectures, projections de films. L'espace jeunesse comporte des ateliers qui complètent les actions auprès des jeunes lecteurs en partenariat avec les médiathèques.
L'association Littératures Européennes Cognac, qui organise le festival, met également à disposition une résidence littéraire, la résidence Jean Monnet, où les jeunes auteurs et autrices européennes peuvent développer leurs projets créatifs. 

## Prix décernés
Plusieurs prix sont décernés chaque année lors des quatre jours de manifestation. 

### Prix Jean-Monnet
Depuis 1995, le prix Jean-Monnet de littérature européenne du département de la Charente récompense un auteur européen pour un ouvrage, écrit ou traduit en français. Parrainé et doté par le conseil départemental de la Charente, la sélection est confiée à un jury composé d'écrivains, de critiques et de journalistes.
| 1995 | Antonio Tabucchi (trad. Bernard Comment), Pereira prétend, Bourgois | Italie     |
| 1996 | Pierre Mertens, Une paix royale, Seuil | Belgique   |
| 1997 | Arturo Pérez-Reverte (trad. Jean-Pierre Quijano), La Peau du tambour, Seuil | Espagne    |
| 1998 | Herbjørg Wassmo (trad. Luce Hinsch), Ciel cruel, Actes Sud | Norvège    |
| 1999 | Harry Mulisch (trad. Isabelle Rosselin), La Découverte du ciel, Gallimard | Pays-Bas   |
| 2000 | Lídia Jorge (trad. Geneviève Liebrich), La Couverture du soldat, Métailié | Portugal   |
| 2001 | Jorge Semprún, Le Mort qu'il faut, Gallimard | Espagne    |
| 2002 | Patrick Modiano, La Petite Bijou, Gallimard | France     |
| 2003 | William Boyd (trad. Christiane Besse), À livre ouvert, Seuil | Écosse     |
| 2004 | Angel Wagenstein (trad. Krasimir Kavaldjiev), Adieu Shanghai, L'Esprit des Péninsules | Bulgarie   |
| 2005 | J. G. Ballard (trad. Philippe Delamare), Millenium People, Denoël | Angleterre |
| 2006 | Rosetta Loy (trad. Françoise Brun), Noir est l'arbre des souvenirs, bleu l'air, Albin Michel | Italie     |
| 2007 | Jens Christian Grøndahl (trad. Alain Gnaedig), Piazza Bucarest, Gallimard | Danemark   |
| 2008 | Danièle Sallenave, Castor de guerre, Gallimard | France     |
| 2009 | Claudio Magris (trad. Jean et Marie-Noëlle Pastureau), Vous comprendrez donc, L'Arpenteur | Italie     |
| 2010 | Hans Magnus Enzensberger (trad. Bernard Lortholary), Hammerstein ou l'Intransigeance, Gallimard                                                                                                  | Allemagne  |
| 2011 | Sylvie Germain, Le monde sans vous, Paris, Albin Michel, 2011, 128 p. (ISBN 978-2-226-22072-1)                                                                                                   | France     |
| 2012 | Antonio Muñoz Molina (trad. de l'espagnol par Philippe Bataillon), Dans la grande nuit des temps : roman [« (es) La noche de los tiempos »], Paris, Seuil, 2011, 759 p. (ISBN 978-2-02-102534-7) | Espagne    |
| 2013 | Michael Kumpfmüller (trad. Bernard Kreiss), La Splendeur de la vie [« (de) Die Herrlichkeit des Lebens »], Paris, Albin Michel, 2013 (ISBN 978-2-226-24519-9 et 2-226-24519-7)                   | Allemagne  |
| 2014 | Erri De Luca (trad. Danièle Valin), Le Tort du soldat [« (it) Il torto del soldato »], Paris, Gallimard, 2014 (ISBN 978-2-07-046609-2 et 2-07-046609-4)                                          | Italie     |
| 2015 | Christoph Ransmayr (trad. de l'allemand par Bernard Kreiss), Atlas d'un homme inquiet [« (de) Atlas eines ängstlichen Mannes »], Paris, Albin Michel, 2015, 458 p. (ISBN 978-2-226-31710-0)      | Autriche   |
| 2016 | Matéi Visniec (trad. du roumain par Laure Hinckel), Le marchand de premières phrases : roman kaléidoscope, Arles, Jacqueline Chambon, 2016, 356 p. (ISBN 978-2-330-05786-2)                      | Roumanie   |
| 2017 | Dominique Fernandez, La Société du mystère, Grasset, 2017 (ISBN 9782246863137) | France     |
| 2018 | Chantal Thomas, Souvenirs de la marée basse, Seuil, 2017 (ISBN 9782021343151) | France     |
| 2019 | Rosella Postorino (trad. de l'italien par Dominique Vittoz), La Goûteuse d'Hitler : roman, Paris, Albin Michel, 2019, 383 p. (ISBN 978-2-226-40185-4)                                            | Italie     |
| 2020 | Almudena Grandes (trad. Anne Plantagenet), Les patients du docteur Garcia, Paris, JC Lattès, 2020, 800 p. (ISBN 978-2709662536)                                                                  | Espagne    |

### Prix des lecteurs
Le Prix des Lecteurs est destiné à promouvoir la lecture et l'échange entre les lecteurs notamment dans les bibliothèques de la région Nouvelle Aquitaine. Chaque année depuis 2004, ce prix part à la découverte d'un pays. Le prix est organisé en partenariat avec le Service départemental de la Lecture de la Charente, la médiathèque départementale de Charente-Maritime et la bibliothèque départementale de prêt des Deux-Sèvres, et avec la participation des bibliothèques et médiathèques.
| 2004 | Wlodzimierz Odojewski (trad. Agnès Wisniewski), Oksana, l’Ukrainienne, Noir sur Blanc                                                                       | Pologne     |
| 2005 | Lídia Jorge (trad. Geneviève Liebrich), Le Vent qui siffle dans les grues, Métailié                                                                         | Portugal    |
| 2006 | Sebastian Barry (trad. Florence Lévy-Paolini), Un long long chemin, Joëlle Losfeld                                                                          | Irlande     |
| 2007 | Per Petterson (trad. Torje Sinding), Pas facile de voler les chevaux, Gallimard                                                                             | Norvège     |
| 2008 | Christoph Peters, Une chambre au paradis, Sabine Wespieser                                                                                                  | Allemagne   |
| 2009 | Panos Karnezis (trad. Suzanne V. Mayoux), Le Labyrinthe, L'Olivier                                                                                          | Grèce       |
| 2010 | Stefan Brijs (trad. Daniel Cunin), Le Faiseur d'anges, Héloïse d'Ormesson                                                                                   | Belgique    |
| 2011 | Rosa Montero (trad. Myriam Chirousse), Instructions pour sauver le monde, Métailié                                                                          | Espagne     |
| 2012 | Andreï Kourkov (trad. Paul Lequesne), Le Jardinier d'Otchakov [« (ru)Садовник из Очакова »], Paris, Liana Levi, 329 p. (ISBN 978-2-86746-584-0)             | Ukraine     |
| 2013 | Francesca Melandri (trad. de l'italien par Danièle Valin), Eva dort : roman [« (it)Eva dorme »], Paris, Gallimard, 393 p. (ISBN 978-2-07-013135-8)          | Italie      |
| 2014 | Slobodan Despot, Le Miel : roman, Paris, Gallimard, 2014, 126 p. (ISBN 978-2-07-014284-2)                                                                   | Suisse      |
| 2015 | John Ironmonger (trad. de l'italien par Christine Barbaste), Le Génie des coïncidences [« (en)Coincidence »], Paris, Stock, 393 p. (ISBN 978-2-07-013135-8) | Royaume-Uni |
| 2016 | Jesus Carrasco (trad. Marie Vila-Casas), Intempérie, Robert Laffont (ISBN 9782264067418)                                                                    | Espagne     |
| 2017 | Metin Arditi, L'Enfant qui mesurait le monde, Grasset, 2016 (ISBN 9782246861423)                                                                            | Suisse      |
| 2018 | Katrina Kalda, Le Pays où les arbres n'ont pas d'ombre, Gallimard, 2016 (ISBN 9782070186730)                                                                | Estonie     |
| 2019 | Stefan Hertmans (trad. du néerlandais de Belgique par Isabelle Rosselin), Le Cœur converti, Paris, Gallimard, 2018, 367 p. (ISBN 978-2-07-272884-6)         | Belgique    |
| 2020 | Javier Moro (trad. de l'espagnol par Eduardo Jiménez), L'expédition de l'espoir, Paris, Robert Laffont, 2020, 448 p. (ISBN 978-2221195611)                  | Espagne     |

### Prix Jean Monnet des Jeunes Européens
Le prix Jean Monnet des Jeunes Européens (JMJE) invite les lycées à découvrir des auteurs contemporains européens et à exprimer leur préférence. Il existe depuis 2006, à l'initiative du lycée Jean Monnet de Cognac, en partenariat avec la région Nouvelle Aquitaine et le rectorat de l'académie de Poitiers. Ce prix a pour mission de faire découvrir aux lycéens la littérature européenne contemporaine et mettre en avant la jeune génération d’auteurs, de donner aux lycéens le goût de lire, de faire de la lecture une lecture plaisir et de favoriser les échanges, les rencontres entre les lycéens et les auteurs. 
| 2006 | Christine Avel, L'Apocalypse sans peine, Le Dilettante, 2006 (ISBN 978-2-84263-124-6)                                                                       | France                    |
| 2007 | Virginie Ollagnier, Toutes ces vies qu'on abandonne, Paris, Liana Levi, 2007, 281 p. (ISBN 978-2-86746-432-4)                                               | France                    |
| 2008 | Erlend Loe (trad. Jean-Baptiste Coursaud), Muléum : roman, Larbey, Gaïa Éditions, 2008, 217 p. (ISBN 978-2-84720-115-4)                                     | Norvège                   |
| 2009 | Fabio Geda (trad. Augusta Nechtschein), Pendant le reste du voyage, j'ai tiré sur les indiens, Larbey, Gaïa Éditions, 2009, 267 p. (ISBN 978-2-84720-122-2) | Italie                    |
| 2010 | Anne Percin, Bonheur fantôme, Rodez, Rouergue, 2009, 219 p. (ISBN 978-2-8126-0063-0)                                                                        | France                    |
| 2011 | Nikolaj Frobenius (trad. Vincent Fournier), Je vous apprendrai la peur : roman, Arles, Actes Sud, 2011, 330 p. (ISBN 978-2-7427-9495-9)                     | Norvège                   |
| 2012 | Velibor Čolić, Jésus et Tito : roman inventaire, Montfort-en-Chalosse, Gaïa Éditions, 189 p. (ISBN 978-2-84720-166-6)                                       | Bosnie-Herzégovine France |
| 2013 | Enrico Remmert (it) (trad. de l'italien par Nathalie Bauer), Petit Art de la fuite : roman, Paris, Philippe Rey, 2013, 235 p. (ISBN 978-2-84876-240-1)      | Italie                    |
| 2014 | Valentine Goby, Kinderzimmer : roman, Arles, Actes Sud, 2013, 221 p. (ISBN 978-2-330-02260-0)                                                               | France                    |
| 2015 | Chabname Zariâb, Le Pianiste afghan, L'Aube, 2015 (ISBN 978-2-8159-0643-2)                                                                                  | France                    |
| 2016 | Astrid Rosenfeld, Le legs d'Adam, Gallimard, 2014 (ISBN 978-2-8159-0643-2)                                                                                  | Allemagne                 |
| 2017 | Emma-Jane Kirby (trad. de l'anglais par Mathias Mezard), L'Opticien de Lampedusa, Paris, Éditions des Équateurs, 2016, 167 p. (ISBN 978-2-84990-458-9)      | Royaume-Uni               |
| 2018 | François-Henri Désérable, Un certain M. Piekielny : roman, Paris, Gallimard, 2017, 258 p. (ISBN 978-2-07-274141-8)                                          | France                    |
| 2019 | Jean-Yves Laurichesse, Les Chasseurs dans la neige, Paris, Ateliers Henry Dougier, 2018, 92 p. (ISBN 979-10-312-0405-5)                                     | France                    |
| 2021 | Fanny Chartres, Les inoubliables, Paris, École des loisirs, coll. « Médium », 2019, 192 p. (EAN 9782211239363)                                              | France                    |
| 2021 | Robert Seethaler (trad. de l'allemand par Élisabeth Landes), Le champ, Paris, Sabine Wespieser, 2020, 280 p. (ISBN 978-2848053417)                          | Autriche                  |

### Prix ALÉ!
Le Prix ALÉ ! (Adolescents, Lecteurs... Européens !) a été créé en 2013 à destination des collèges. Il est remis chaque année à un auteur ou une autrice européenne dont l’œuvre a été traduite ou publiée en langue française, par un jury composé des collégiens des établissements participants. 
| 2013 | Beatrice Masini (trad. de l'italien par Françoise Liffran), Enfants de la Forêt, Genève, La Joie de Lire, 2012, 248 p. (ISBN 978-2-88908-109-7)                                      | Italie      |
| 2014 | Fabio Geda (trad. de l'italien par Samuel Sfez), Dans la mer il y a des crocodiles : l'histoire vraie d'Enaiatollah Akbari, Paris, Liana Levi, 2011, 173 p. (ISBN 978-2-86746-558-1) | Italie      |
| 2015 | Anne Fine (trad. de l'anglais par Dominique Kugler), Le Passage du Diable, Paris, L’École des Loisirs, 2014, 306 p. (ISBN 978-2-211-20983-0)                                         | Royaume-Uni |
| 2016 | Élise Fontenaille, La révolte d'Eva, Arles, Le Rouergue, 2015, 44 p. (ISBN 978-2-8126-0964-0)                                                                                        | France      |
| 2017 | Sophie Chérer, L'Huile d'olive ne meurt jamais, Paris, L’École des Loisirs, 2015, 162 p. (ISBN 978-2-211-22303-4)                                                                    | France      |
| 2018 | Catherine Grive, La fille qui mentait pour de vrai, Arles, Le Rouergue, 2018, 140 p. (ISBN 978-2-8126-1515-3)                                                                        | France      |
| 2019 | Antoine Ozanam, Journal d'Anne Frank : l'annexe, notes de journal du 12 juin 1942 au 1er aout 1944, Toulon, Soleil, 2016, 130 p. (ISBN 978-2-302-04888-1)                            | France      |

### Prix Soroptimist
Créé en 2015, le prix Soroptimist récompense un auteur ou une autrice européenne pour un ouvrage écrit ou traduit en français. Il est soutenu par l'association Soroptimist, qui œuvre en faveur des droits humains et en particulier des femmes. 
| 2015 | Isabelle Autissier, Soudains, seuls, Stock, 2015 (ISBN 9782234077430) | France   |
| 2016 | Lenka Hornakkova-Civade, Giboulées de Soleil, Gallimard-Folio, 2016 (ISBN 9782072701375)                                                                                    | Tchéquie |
| 2018 | Natacha Henry, Les Sœurs savantes. Marie Curie et Bronia Dluska, deux destins qui ont fait l'histoire, La Librairie Vuibert, 2015 (ISBN 978-2-311-10029-7)                  | France   |
| 2019 | Jolien Janzing (trad. du néerlandais de Belgique par Yvonne Pétrequin et Brigitte Zwerver-Berret), Audrey et Anne, Paris, L'Archipel, 2018, 344 p. (ISBN 978-2-8098-2515-2) | Pays-Bas |

### Prix Bouchon de cultures
Le prix Bouchon de cultures, créé par les Bouchages Delage, était directement en lien avec les auteurs invités en novembre. Le lauréat ou la lauréate est désignée par le comité de lecture de l'entreprise Delage. Il a été remis de 2008 à 2019.
| 2008 | Sebastian Faulks (trad. de l'anglais par Philippe Ménard), L'empreinte de l'homme, Paris, Flammarion, 2008, 608 p. (ISBN 9782080690340)               | Royaume-Uni |
| 2009 | Juan Manuel de Prada (trad. de l'espagnol par Gabriel Iaculli), Le Septième voile, Paris, Seuil, 2009, 696 p. (ISBN 9782020966368)                    | Espagne     |
| 2010 | Laurent Binet, HHhH, Paris, Grasset, 2009, 448 p. (ISBN 9782246760016)                                                                                | France      |
| 2011 | José Manuel Fajardo (trad. de l'espagnol par Claude Bleton), Mon nom est Jamaïca, Paris, Métailié, 2010, 304 p. (ISBN 978-2-86424-734-0)              | Espagne     |
| 2012 | Francesca Melandri (trad. de l'italien par Danièle Valin), Eva dort, Paris, Gallimard, 2012, 464 p. (ISBN 9782070453849)                              | Italie      |
| 2013 | Silvia Avallone (trad. de l'italien par Françoise Brun), D'Acier, Paris, Liana Levi, 2012, 400 p. (ISBN 9782867465673)                                | Italie      |
| 2014 | Clara Uson (trad. de l'espagnol par Anne Plantagenet), La fille de l'Est, Paris, Gallimard, 2014, 512 p. (ISBN 9782070142385)                         | Espagne     |
| 2015 | John Ironmonger (trad. de l'anglais par Christine Barbaste), Le Génie des coïncidences, Paris, Stock, 2014, 360 p. (ISBN 9782234075641)               | Royaume-Uni |
| 2016 | Andrew O'Hagan (trad. de l'anglais par Cécile Deniard), Illuminations, Paris, Bourgois, 2015, 350 p. (ISBN 9782267027525)                             | Royaume-Uni |
| 2016 | Vladimir Vertlib (trad. de l'allemand par Carole Fi), L'étrange mémoire de Rosa Masur, Paris, Métailié, 2016, 420 p. (ISBN 979-10-226-0172-6)         | Autriche    |
| 2017 | Soloup (trad. du grec par Jean-Louis Boutefeu), Aïvali. Une histoire entre Grèce et Turquie, Paris, Steinkis, 2015, 408 p.                            | Grèce       |
| 2018 | Jaroslav Melnik (trad. du lituanien par Margarita Leborgne), Espace lointain, Villenave d'Ornon, Agullo, 2017, 320 p. (ISBN 979-10-95718-24-6)        | Lituanie    |
| 2018 | Camille de Toledo et Alexander Pavlenko (trad. du français), Herzl, une histoire européenne, Paris, Denoël Graphic, 2018, 352 p. (ISBN 9782207133293) | France      |

## Résidence Jean Monnet
Créée en 2016, la résidence Jean Monnet est dédiée à la jeune création européenne. Elle vise à faire connaître la jeune génération d'auteurs, à dynamiser le territoire cognaçais en organisant des rencontres avec l'auteur en résidence, et à créer des liens avec d'autres structures de résidence littéraire, comme la Villa Marguerite Yourcenar. Chaque année, en octobre et novembre, elle accueille pendant 6 semaines un auteur ou une autrice venue du pays ou de la région mise à l'honneur pendant le festival.
La résidence est soutenue financièrement par la Ville de Cognac, qui met à disposition un appartement culture. Selon les années, une bourse d'écriture est allouée par la Ville de Cognac, le Centre National du Livre et un partenaire international. 
| 2016 | Jana Benova        | Slovaquie |
| 2017 | Davide Enia        | Italie    |
| 2018 | Gunnar Ardelius    | Suède     |
| 2019 | Inge Schilperoord  | Pays-Bas  |
| 2020 | Karina Sainz Borgo | Venezuela |
| 2021 | Krisztina Tóth     | Hongrie   |
| 2022 | Nuno Gomes Garcia  | Portugal  |